# Клинско-Солнечногорская наступательная операция
Клинско-Солнечногорская операция — наступательная операция Красной армии в ходе Великой Отечественной войны, проведённая советскими войсками против немецких войск в ходе контрнаступления под Москвой с 6 по 26 декабря 1941 года.

## Описание

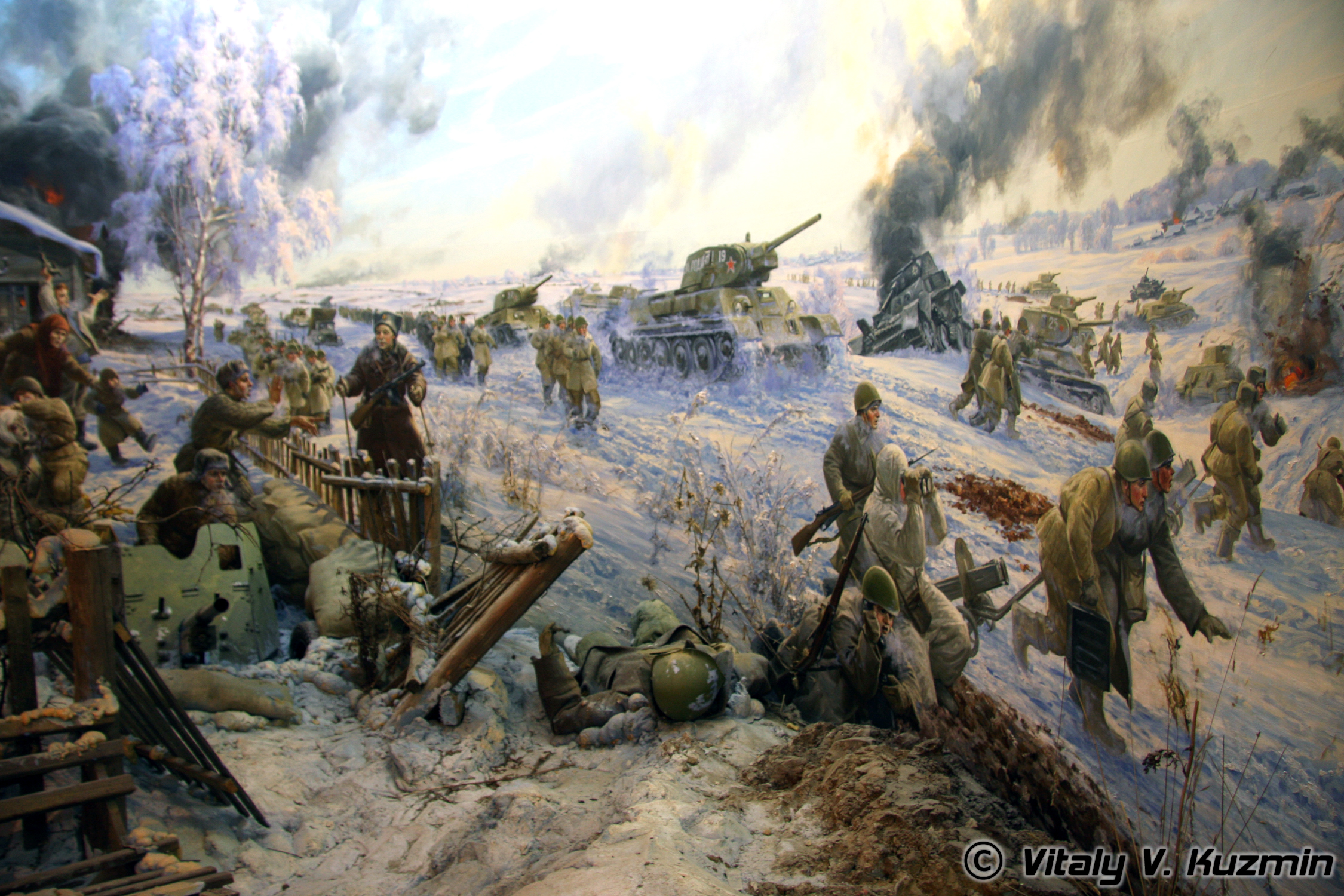
Диорама «Лобня. Наступление. 6.12.1941» (автор Е. Корнеев) в музее танка Т-34

### Предшествующие события
23 ноября 1941 года стремившиеся овладеть Москвой немецкие части обошли город Клин с юго-запада и северо-востока. Чтобы не попасть в котёл, соединения 16-й армии РККА отдали город. Немцы также захватили Солнечногорск, Яхрому, Красную Поляну, их передовые отряды вышли на восточный берег канала им. Москвы. До Москвы осталось всего около 30 км.
Ситуацию стабилизировали, когда советское командование передало правому флангу Западного фронта 1-ю ударную армию и 20-ю армию. В начале декабря 16-я и 30-я армия нанесли несколько контрударов и стабилизировали положение фронта. Немцы понесли значительные потери и перешли к обороне. У РККА появилась возможность перейти в контрнаступление.

### План Ставки ВГК, силы сторон
Войска правого фланга Западного фронта под командованием Жукова (30-я, 1-я ударная, 20-я, 16-я, 5-я армии) занимали рубеж обороны западнее Свердлово — Дмитров — Красная Поляна — река Нара.
Замысел Ставки ВГК предусматривал:
- нанести по немецким войскам удары по сходящимся направлениям с северо-востока и востока силами 30-й, 1-й ударной, 20-й и 16-й армий
- предполагалось, что удары рассекут порядки немецких 3-й и 4-й танковых групп (7 танковых, 3 мотодивизий и 9 пехотных дивизий) в районе Клин, Истра, Солнечногорск.
- ликвидировать угрозу обхода столицы СССР с севера
- создать условия для наступления на запад
- правый фланг 5-й армии двигался вдоль левого берега реки Москвы, обеспечивая левый фланг ударной группировки

Для поддержки наступления армий с воздуха выделили до 75 % ВВС Западного фронта, эскадрильи из резерва ВГК.
С армиями Западного фронта взаимодействовал левый фланг Калининского фронта Конева — его войскам предстояло наступать в тыл клинско-солнечногорской группировки врага после блокирования калининской группировки вермахта.
Вермахт на этом направлении превосходил Красную Армию в танках в 1,5 раза, в артиллерии в 1,2, только в людских ресурсах соединения правого фланга Западного фронта имели превосходство в 1,6 раза.
Операция развивалась по трем операционным направлениям:
- 30-я и 1-я ударная армии наносили удар на Клин и далее на Теряеву Слободу. Их задача: нанести глубокий удар по коммуникациям противника, перерезать Ленинградское шоссе и пути отхода рогачевской группы войск.
- 20-я армия наступала на Солнечногорск, Волоколамск
- 16-я армия развивала удар на Истру и севернее.

### Наступление
Первый этап
6 декабря началась Клинско-Солнечногорская наступательная операция. В ряде направлений войска взяли хороший темп.
30-я армия Дмитрия Лелюшенко, усиленная шестью сибирскими и уральскими дивизиями, прорвала фронт двух дивизий противника. К исходу дня 7 декабря они продвинулись на 25 км.
1-я Ударная армия Василия Кузнецова навела переправу через канал Москва-Волга у Дмитрова и продвинулась на 25 км в глубину, расширив прорыв по фронту до 35 км. Армия сосредоточила усилия на правом фланге и в центре, в районе Яхромы.
Немцы стягивали дополнительные силы на направление главного удара — они бросили в бой 14-ю моторизованную и 6-ю танковую дивизии. Лелюшенко ввел в сражение второй эшелон армии — 379-ю сд полковника Чистова и 8-ю танковую бригаду полковника Ротмистрова. Части вырвались вперед и перерезали Ленинградское шоссе. 8 декабря 348-я сд 30-й армии освободила село Рогачево.
Труднее шло наступление у армий Власова (20 армия) и Рокоссовского (16 армия). Прорвать фронт с ходу не удалось. Вермахт постоянно контратаковал, оказывая упорное сопротивление. Только 9 декабря начался отход противостоящих 16-й армии фашистских войск в северо-западном и западном направлениях.
Освобожденные населенные пункты
- 7 декабря посёлки Красный Холм и Голяди, Белый Раст.
- Утром 8 декабря Полушкино и Тиликтино.
- Во второй половине дня 8 декабря освобождены Яхрома, Степанов, Жуков, Владычино (7 км юго-западнее Яхромы). Вечером 8 декабря фронт был в 5-10 км от рубежа, с которого началось контрнаступление (6 декабря).
- 9 декабря — Малеевку, Бакланово и Колосово.

Второй этап
10-15 декабря шел сильный снег с ветром 12-15 м в секунду. Из-за плохой погоды приходилось двигаться не очень быстро.
11 декабря в наступление пошла 5-я армия Леонида Говорова, она отбросила немцев с северного берега реки Москва. В прорыв ввели 2-й гвардейский кавкорпус Льва Доватора. Подвижные соединения в принципе сыграли в наступлении большую роль. Кавалерийские и танковые соединения генералов Доватора, Катукова, Ремизова и полковника Чанчибадзе широко применяли обходные маневры, уничтожали арьергарды, тылы противника. Так, именно им доверили обходить сильный оборонительный рубеж по Истринскому водохранилищу. Создали две подвижные группы — генералов Ремизова и Катукова. Они обошли водный рубеж с севера и с юга. Войска 16-й армии преодолели эту линию обороны и развили наступление на Волоколамск. Немецкие части спешно отходили на запад.
1-я ударная армия 11 декабря вышла на линию Золино, Борозда, Воробьево, Толстяково (10 км севернее Солнечногорска), Загорье (севернее озера Сенежского), Рекинцы, Дубинино, перерезав Ленинградское шоссе в двух пунктах (Борозда и Дубинино) и установив в районе Солнечногорска тесную связь с частями 20-й армии.
Всего за первую половину декабря, отражая постоянные контратаки врага, советские армии прошли 40-60 км. 11 декабря была освобождена Истра, 12 — Солнечногорск, 15 — Клин, 16 — Высоковск.
Однако немцы оказывали ожесточенное сопротивление и постоянно контратаковали. Например, утром 12 декабря они предприняли контрудар севернее пос. Денисово, но благодаря обороне пяти дивизий РККА советские войска не попали в окружение. 17 декабря Вермахт предпринял еще один контрудар под Дятлово и под Болдырихой, но контрудар был отражен.
Освобожденные населенные пункты
- 10 декабря освободили пос. Туркмен, а в ночь 10-11 декабря — Парфенки.
- 11 декабря освободили Истру, поселок Чудцево.

- Солнечногорск освободили 12 декабря силами 35-й отдельной стрелковой бригады (подполковника Петра Будыхина), 31-й отдельной танковой бригады (полковника Андрея Кравченко) из 20-й армии и 55-й отдельной стрелковой бригады (полковника Георгия Латышева) из 1-й ударной армии.
- 13 декабря в пос. Петровское были предприняты оборона и контрудар, не принесшие успехов. В ночь 13-14 декабря ополченцы освободили пос. Савельево.
- 14 декабря освободили посёлок Борихино. 15 декабря погода была ясной, части 30-й армии вступили в Клин, освободили Елгозино, Княгинино, Выголь. 16 декабря — Борисково и Деньково.
- 18 декабря части народного ополчения освободили Шаблыкино и Кутьино, 19 декабря части РККА освободили Козлово, в котором бои длились 3 дня, и Дорино.
- 20 декабря освобождены Волоколамск, Китенево и Таксино.
- 21 декабря советские войска достигли рубежа рек Лама и Руза, где встретили организованное сопротивление противника на заранее подготовленных позициях. Здесь до 25 декабря советские армии вели бои, чтобы улучшить свое положение.
- 22 декабря Городище.
- 23-25 декабря: Чисмена, Балобаново, Татищево, Еднево, Фадеево, Валуйки.
- 26 декабря освобождены Теряево и Шишкино.

### Боевые действия авиации
Основные усилия советской авиации были направлены на уничтожение подходящих резервов противника. 9 декабря воздушная разведка обнаружила движение немецкой автоколонны перед правым крылом Западного фронта в направлении Волоколамска. В этом районе были очень сложные метеоусловия — метель, низкая облачность и плохая видимость, что ограничивало действия авиации. 23-я бомбардировочная авиационная дивизия нанесла по колонне несколько эшелонированных ударов одиночными экипажами и мелкими группами самолетов, от которых противник понёс большие потери.
С 6 по 11 декабря в районе Клин и Рогачево советская авиация произвела более 700 самолёто-вылетов. 13 и 14 декабря 6-й истребительный авиационный корпус ПВО совершил свыше 200 боевых вылетов по уничтожению отходящих войск и боевой технике Вермахта.
15 декабря советская воздушная разведка установила отход немецких войск на запад с рубежа Клин, Солнечногорск, Истра. Чтобы отрезать немцам пути отхода из Клина, в район Теряемой Слободы в ночь на 15 декабря был выброшен воздушный десант в составе 415 человек. Однако слабое прикрытие истребительной авиацией и недостаточная организации десанта привели к тому, что он понёс значительные потери от огня противника.
В первой половине декабря летчикам приходилось выполнять боевые задания в условиях метели при низкой облачности и плохой видимости, это затрудняло нанесение сосредоточенных ударов. В этих условиях советская авиация применяла тактику эшелонированных действий одиночными самолетами и мелкими группами.
При освобождении поселка и станции Крюково, который немцы превратили в мощный опорный пункт, усиленный большим количеством танков, удар за четыре часа до начала атаки наземных войск 16-й армии РККА нанесла ночная авиация. Передний край обозначался фонарями «летучая мышь» и небольшими кострами в отрытых для этой цели окопах — как только советские самолеты пролетали передний край, эти огни гасились.
Существенную помощь войскам 16-й армии оказывал 172-й истребительный авиационный полк Московской зоны обороны, который своими штурмовыми действиями в районах Солнечногорск, Клин, Волоколамск, разведкой и патрулированием, содействовал наземным частям в преодолении сопротивления противника.

### Итоги
В результате Клинско-Солнечногорской наступательной операции войска правого крыла Западного фронта разгромили: 3-ю и 4-ю танковые группы врага, отбросили их разбитые соединения на 70-100 км, уничтожили и захватили большое количество орудий, танков, другой боевой техники, боеприпасов и разного имущества, ликвидировали угрозу обхода Москвы с севера.